# 테리 홀 (가수)
테렌스 에드워드 홀(Terence Edward Hall, 1959년 3월 19일 ~ 2022년 12월 18일)은 영국의 음악가이자 Specials, 펀 보이 스리, The Colourfield, Terry, Blair & Anouchka, Vegas 의 리드 싱어였다.
두 개의 솔로 스튜디오 앨범을 발표했으며 David Stewart, Bananarama, Lightning Seeds, Sinéad O'Connor, Stephen Duffy, Dub Pistols, Gorillaz, Damon Albarn, D12, Tricky, Lily Allen 및 Shakespears Sister 를 비롯한 많은 아티스트와 공동 작업을 했다.

## 어린 시절
Hall은 1959년 3월 19일 영국 Coventry 에서 태어나 그곳에서 자랐다. 그는 독일계 유대인 할아버지가 있었고 그의 혈통에 대해 "나는 당신이 어디에서 왔는지 잘 모르는 환경에서 자랐다. Coventry는 값싼 노동력을 찾는 산업 도시였기 때문에 이민자들 위에 세워졌다. 스페셜스 같은 그룹이 나온 건 우연이 아닌 것 같다"고 말했다.
홀은 12세 때 프랑스 여행 중 소아성애자 고리에 의해 납치되었다. 그는 Fun Boy Three의 두 번째 앨범에 수록된 자작곡 "Well Fancy That! "에서 그것을 다루었다. 그 후 그는 우울증에 시달렸고 결국 15세 생일이 되기 전에 학교를 그만두고 벽돌공, 수량 측량사, 견습 미용사 등 다양한 단기 일자리를 얻었다.

## 직업

### 초기
Hall은 1970년대 후반 급성장하는 Coventry 음악계의 활동적인 멤버가 되어 Squad라는 지역 펑크 밴드에서 연주했으며 그들의 "Red Alert" 싱글에서 작곡가로 인정받았다.

### 더 스페셜즈(The Specials)
1977년부터 1978년까지 'The Coventry Automatics'의 리더로 활동하다가 1979년 BBC 라디오 1의 디스크 자키 존 필이 자신의 쇼에서 데뷔 싱글 'Gangsters'를 연주하면서 영국에서 처음으로 두각을 나타냈다 그런 다음 밴드는 " A Message to You Rudy "와 " Too Much Too Young "이 포함된 데뷔 정규 앨범 The Specials 를 발매했다. 1980년 10월 그룹은 " Do Nothing ", " Stereotype ", "Rat Race"의 3개의 히트 싱글이 더 포함된 두 번째 정규 앨범 More Specials 를 발표했다.
1981년 6월에 발매된 싱글 " Ghost Town "은 UK 싱글 차트 상위 40위에서 3주, 10주 동안 1위를 기록했다. Hall이 작곡한 더블 A면 곡 "Friday Night Saturday Morning"은 Coventry Locarno에서의 밤을 묘사했다.

### 펀보이 스리(Fun Boy THree)
Specials의 싱글 "Ghost Town"이 발매된 후 Hall은 밴드를 떠나 그의 Specials 밴드 동료인 Lynval Golding 과 Neville Staple 과 함께 펀 보이 스리라는 새 그룹을 시작했다. Fun Boy Three의 첫 번째 히트 싱글 "The Lunatics (Have Taken Over the Asylum)"는 1981년에 발매되었고 1982년 " It Ain't What You Do (It's the Way That You Do It) "로 이어졌다. Fun Boy Three는 Bananarama의 싱글 " Really Saying Something "의 게스트 보컬을 제공했다. 같은 해 Hall과 그의 밴드 동료들은 Madness의 " Driving in My Car " 뮤직 비디오에 출연했으며 그들의 데뷔 스튜디오 앨범인 Fun Boy Three 를 발표해 영국 앨범 차트 7위를 석권했다. 1983년 2월, Fun Boy Three는 " The Tunnel of Love "와 " Our Lips Are Sealed "라는 두 개의 톱 10 히트곡이 포함된 두 번째 스튜디오 앨범 Waiting 을 발표했다. 후자는 Hall이 그녀의 그룹 Go-Go's의 노래 버전으로 미국에서 이미 성공을 거둔 Jane Wiedlin 과 함께 작곡한 노래였다.

### 더 컬러필드(The Colourfield)
Hall은 1984년에 Colfield를 결성했다. 밴드는 히트 싱글 "Thinking of You"가 포함된 1985년 스튜디오 앨범 Virgins and Philistines 를 발매했다. 이 앨범은 영국 차트에서 7주를 보냈으며 최고점을 기록했다. 12. 이 새로운 음악적 방향은 Ian Broudie 및 Hall과의 공동 작업에서 절정에 이르며 Broudie의 앨범 에 Lightning Seeds 로 여러 곡을 제공했다. Hall은 또한 Broudie의 데뷔 솔로 스튜디오 앨범 Tales Told 의 "Smoke Ring"을 공동 작곡했다. 이 노래는 Smoke Rings EP의 리드 트랙으로도 발매되었다. Colourfield의 두 번째 스튜디오 앨범인 Deception 은 1987년에 발매되어 영국 앨범 차트 95위에 올랐다.

### 테리, 블레어, 아노우카(Terry, Blair & Anouchka)
Hall은 미국 여배우 Blair Booth 및 보석상 Anouchka Grose 와 팀을 이루어 1989년 Terry, Blair & Anouchka라는 이름으로 녹음을 시작했다. UK 싱글 차트의 상위 80위 안에 든 두 개의 싱글 이후, 트리오는 차트에 실패한 데뷔 스튜디오 앨범 Ultra Modern Nursery Rhymes 를 발표했다.

### 베가스(Vegas)
Hall은 1992년 Eurythmics의 Dave Stewart 와 힘을 합쳤다. 듀오는 Vegas라는 밴드를 결성하고 그들의 레이블인 BMG 에서 크게 홍보한 세련된 전자 팝 앨범인 Vegas 를 발표했고, 차트 인에 실패했다. 앨범 "Possessed"의 세 싱글 중 단 한 곡만이 UK 탑 40을 깨고 32위에 올랐다.

### 솔로
Hall은 1994년 Home으로 공식적인 솔로 활동을 시작했다. 앨범은 Lightning Seeds 의 전 협력자 Ian Broudie 가 제작했다. 영국 앨범 차트에서 95위에 올랐다. 이 앨범에는 전 Echo & the Bunnymen 베이시스트 Les Pattinson 도 포함되어 있다. 앨범의 하이라이트는 UK 싱글 차트에서 54위에 오른 싱글 "Sense"였다. 이듬해 Hall은 Blur의 Damon Albarn 과 공동으로 Rainbows EP를 발표했으며 UK 싱글 차트에서 62위에 올랐다.
Hall은 1997년 Laugh 로 데뷔 정규 앨범을 발매했다. 그것은 그의 가장 성공적인 솔로 앨범으로 남아 있으며, 영국 앨범 차트 50위를 차지했다. 앨범에는 영국 상위 50위 싱글 "Ballad of a Landlord"가 포함되어 있다. 두 앨범 모두에서 그의 오랜 협력자인 Craig Gannon 이 등장했다.

### 홀과 머스타크
홀은 2003년 스튜디오 음반 The Hour of Two Lights에서 펀다멘탈의 무슈타크와 함께 작업했는데, 이 음반에는 블러의 데이먼 알바른, 12세 레바논 소녀 가수, 시각장애인 알제리 래퍼, 시리아 플루티스트, 히브리어 성악가, 폴란드 집시 그룹이 참여했다.

### 말년
Hall은 2001년 미국 테러 공격에 관한 노래인 Gorillaz 와 D12 콜라보레이션 싱글 "911"에 게스트로 출연했다. Hall은 Gorillaz 프론트 맨 Damon Albarn 과 함께 합창을 부르고 D12는 랩을 맡다. Hall은 2003년 Junkie XL 스튜디오 앨범 Radio JXL: A Broadcast from the Computer Hell Cabin 에 수록된 "Never Alone"이라는 노래에 게스트로 참여했다.
Hall은 Toots와 Maytals의 스튜디오 앨범 True Love 에 수록되었다. 이 앨범은 최고의 레게 앨범 으로 2004년 그래미상을 수상했으며 많은 주목할만한 뮤지션을 선보였다.
Hall은 스튜디오 앨범 Six Million Ways to Live 의 밴드 노래 "Problem Is"에 출연한 후 Dub Pistols의 2007년 스튜디오 앨범 Speakers and Tweeters 의 여러 트랙에 보컬을 제공했다. Hall은 또한 Lily Allen 과 그의 전 Specials 밴드 동료 Lynval Golding과 함께 Pyramid Stage의 Glastonbury Festival에 라이브로 출연했다. 그는 또한 Park Stage에서 다시 한 번 Golding, Damon Albarn 및 비트 박서 Shlomo 와 함께 Specials의 "A Message to You Rudy"버전을 연주했다. 그해 말에 그는 BBC 라디오 2 스테이지의 GuilFest 에 Dub Pistols와 Golding과 함께 다시 한 번 출연했다.

### 더 스페셜(The Specials) 재회

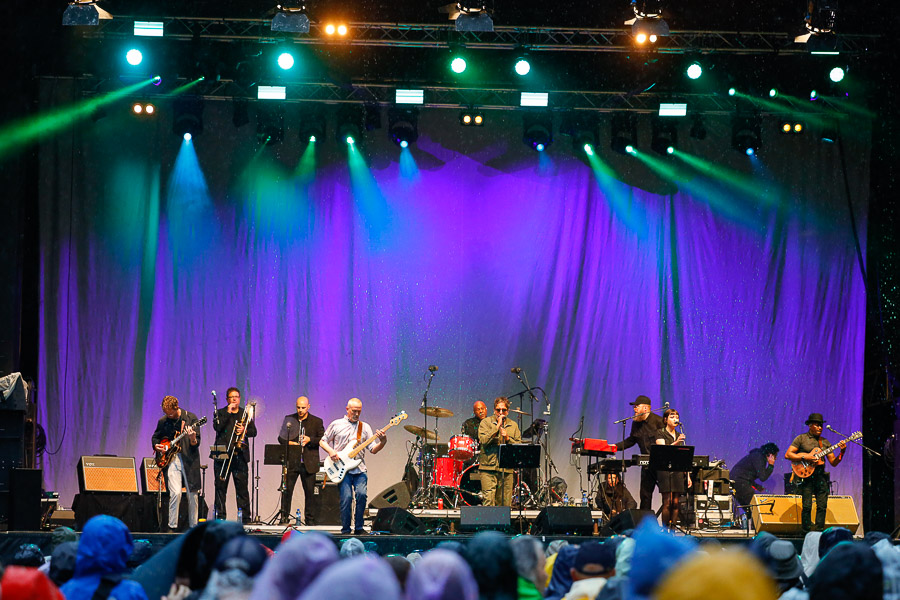
2022년의 The Specials

홀은 그의 전 The Specials 밴드 동료들과 재회를 가능성에 두고 연락했다. 그는 Specials가 2008년 3월 30일 투어 날짜와 가능한 녹음을 위해 개편될 것이라고 발표했다. 밴드의 여섯 멤버는 2008년 9월 6일 깜짝 공연으로 Bestival 의 메인 스테이지에서 공연했다. The Specials의 오리지널 키보디스트이자 주요 작곡가인 Jerry Dammers는 페스티벌에서 연주하지 않았고 "the Specials"라는 이름에 대한 상표권을 소유하고 있으므로 그룹은 "Very 'Special' Guest"로 청구되었다. The Specials는 2008년 12월 2일에 30주년을 기념하기 위해 2009년 투어 날짜를 발표했다. Dammers는 투어에서 밴드에 합류하지 않았다. Hall은 "문은 그에게 열려 있습니다"라고 말한 것으로 알려져있다. Hall은 원래 밴드 멤버인 Lynval Golding 및 Horace Panter 와 함께 Rolling Stones 와의 콘서트를 포함하여 2018년에도 Specials와 함께 공연하고 있었으며 종종 다양한 영국 공연장에서 DJ를 했다.
The Specials는 2019년 2월 1일 Encore 라는 새 스튜디오 앨범을 발표했다. 발매되자마자 UK Albums Chart에서 1위를 차지했으며 Specials가 발매한 앨범 중 가장 높은 순위를 기록한 앨범이 되었다.

## 삶과 죽음
Hall은 1980년 에 Go-Go's의 Jane Wiedlin 과 짧은 연애 관계를 가졌다. 그들은 " Our Lips Are Sealed "라는 노래를 공동 작곡했다. Hall은 첫 번째 부인 Jeanette Hall과 슬하에 두 아들을 두었고 두 번째 부인 Lindy Heymann과 슬하에 또 다른 아들을 두었다.
홀은 12세 때 납치와 성폭행을 당한 뒤 평생 우울증에 시달렸다고 말했다. 그는 후에 처방받은 Valium에 중독되었다. 2004년 자살 시도 후 Hall은 양극성 장애 진단을 받았다.
Hall은 2022년 12월 18일 췌장암으로 63세의 나이로 사망했다.